# Roth-Škoda/Saison 2015
Dieser Artikel listet Erfolge und Fahrer des Radsportteams Roth-Škoda in der Saison 2015 auf.

## Erfolge in der UCI Europe Tour
In den Rennen der Saison 2015 der UCI Europe Tour gelangen die nachstehenden Erfolge.
| Datum      | Rennen                                           | Kat. | Fahrer              |
| ---------- | ------------------------------------------------ | ---- | ------------------- |
| 5. Juni    | 1. Etappe Boucles de la Mayenne                  | 2.1  | Andrea Pasqualon    |
| 2. Juni    | Trofeo Alcide Degasperi                          | 1.2  | Alberto Cecchin     |
| 19. Juni   | 2. Etappe Oberösterreich-Rundfahrt               | 2.2  | Andrea Pasqualon    |
| 25. Juni   | Serbische Meisterschaft – Einzelzeitfahren (U23) | CN   | Miloš Borisavljević |
| 28. Juni   | Serbische Meisterschaft – Straßenrennen (U23)    | CN   | Miloš Borisavljević |
| 30. August | 2. Etappe Ronde van Midden-Holland               | 2.2  | Alberto Cecchin     |

## Abgänge – Zugänge
| Zugänge           | Team 2014                      | Abgänge            | Team 2015                     |
| ----------------- | ------------------------------ | ------------------ | ----------------------------- |
| Ricardo Creel     | MG Kvis-Wilier                 | Antonio Nibali     | Nippo-Vini Fantini            |
| Tristan Marguet   | Marco Polo Cycling Team (2011) | Simone Antonini    | Wanty-Groupe Gobert           |
| Michael Bresciani | Neoprofi                       | Paolo Lunardon     | Amore & Vita-Selle SMP        |
| Nico Brüngger     | Neoprofi                       | Raffaello Bonusi   | General Store Bottoli Zardini |
| Yannick Eckmann   | Neoprofi                       | Andrea Zanardini   | General Store Bottoli Zardini |
| Dylan Page        | Neoprofi                       | Francesco Sedaboni | Team Palazzago-Fenice         |
|                   |                                | Andrea Vendrame    | Zalf Euromobil Désirée Fior   |
|                   |                                | Marco Filisetti    | Unbekannt                     |
|                   |                                | Enrico Franzoi     | Unbekannt                     |

## Mannschaft
| Name                   | Geburtstag         | Nationalität       |              |
| ---------------------- | ------------------ | ------------------ | ------------ |
| Miloš Borisavljević    | 9. März 1994       | Serbien            |              |
| Alessio Bottura        | 29. September 1995 | Italien            |              |
| Michael Bresciani      | 20. Dezember 1994  | Italien            |              |
| Nico Brüngger          | 11. Februar 1988   | Schweiz            |              |
| Alberto Cecchin        | 8. August 1989     | Italien            |              |
| Ricardo Tomas Creel    | 7. Februar 1992    | Mexiko             |              |
| Silvan Dieterich       | 28. September 1993 | Schweiz            |              |
| Yannick Eckmann        | 30. November 1993  | Vereinigte Staaten |              |
| Lukas Jaun             | 29. Juli 1991      | Schweiz            |              |
| Tristan Marguet        | 22. August 1987    | Schweiz            |              |
| Gianluca Ocanha        | 28. Juni 1994      | Schweiz            |              |
| Dylan Page             | 5. November 1993   | Schweiz            |              |
| Andrea Pasqualon       | 2. Januar 1988     | Italien            |              |
| Colin Stüssi           | 4. Juni 1993       | Schweiz            |              |
| Temesgen Teklehaimanot | 1. März 1991       | Eritrea            |              |
| Roland Thalmann        | 5. August 1993     | Schweiz            |              |
| Giacomo Tomio          | 9. Juli 1995       | Italien            |              |
| Andrea Vaccher         | 21. Dezember 1988  | Italien            |              |
| Stagiaires             | Stagiaires         | Nationalität       | Nationalität |
| Oliver Martin          | Oliver Martin      | Australien         | Australien   |